# Lee Scratch Perry
Vous pouvez aider à l'améliorer ou bien discuter des problèmes sur sa page de discussion.
- Il ne cite pas suffisamment ses sources. Vous pouvez indiquer les passages à sourcer avec {{référence nécessaire}} ou {{Référence souhaitée}}, et inclure les références utiles en les liant aux notes de bas de page. (Marqué depuis février 2019)
- Il n’est pas rédigé dans un style encyclopédique. (Marqué depuis février 2019)

- Archive Wikiwix
- Bing
- Cairn
- DuckDuckGo
- E. Universalis
- Gallica
- Google
- G. Books
- G. News
- G. Scholar
- Persée
- Qwant
- (zh) Baidu
- (ru) Yandex
- (wd) trouver des œuvres sur Wikidata

Pour les articles homonymes, voir Perry.
Lee « Scratch » Perry, de son vrai nom Rainford Hugh Perry, est un producteur et musicien  jamaïcain né le 20 mars 1936 dans la paroisse de Hanover et mort le 29 août 2021 à Lucea.

## Biographie

### Enfance et formation
Rainford Hugh Perry est né le 20 (ou 28) mars 1936 à Kendal, un village pauvre de fermiers de la paroisse de Hanover au nord ouest de la Jamaïque.

### Carrière

#### Débuts à Kingston 1950-1969
Lee Perry se déplace à Kingston.
Il crée en 1968 son propre label, Upsetter Records.

#### Succès international 1969-1970
Il produit et écrit les paroles de Return of Django.

#### Scratch et les Wailers 1970-1972
Fin 1969, il produit les Wailers.
Perry est un précurseur du dub dans les années 1970 avec l'adoption du remixing et des effets de studio pour créer de nouvelles versions de titres reggae existants.
Il enregistre Junior Byles.

#### Blackboard Jungle Dub 1972-1973
Il enregistre Cloak and Dagger en 1973, tiré d'un titre d'un film de 1946, un album d'instrumentaux et de versions qui préfigure le dub, agrémenté de différents bruitages et effets sonores (klaxon, boîte à meuh). Il participe à l'enregistrement du morceau, souvent appelé Black Panta, sur l’album Upsetters Dub 14 Blackboard Jungle, sorti pour la première fois en 1973.

#### Black Ark 1973-1978
Entre 1973 et 1978, il enregistre vie son propre studio Black Ark.

#### Lee Perry en «exil»
A partir des années 1980, à la suite de l’incendie du Black Ark Studio, il s’exile au Royaume-Uni.

#### Lee Perry en Suisse
En décembre 2015, son studio brûle.

### Décès
Il meurt le 29 août 2021 à Lucea.

## Personnalité
Aventurier, bricoleur et expérimentateur qui créait de manière artisanale du son, une musique inédite, si bien que certains considèrent ses œuvres comme de l'art : « Cet homme est le Salvador Dalí jamaïcain ».
Lee Perry représente une figure de la musique expérimentale jamaïcaine et ses dérivés — comme Joe Meek pour le rock —. Il innova, à travers une musique instrumentale et des dubs, tout en gardant les rythmes conventionnels du genre. Lee Perry a souvent été avant-gardiste et a découvert des univers musicaux, par le sample, qui ont eu du succès et une influence considérable.

## Discographie

### Albums

#### 1980 à ce jour
- The Return of Pipecock Jackxon (1980)
- Mystic Miracle Star (1982)
- History, Mystery & Prophecy (1984)
- Battle Of Armagideon (Millionaire Liquidator) (1986)
- Time Boom X - De Devil Dead (avec Dub Syndicate) (1987)
- On the Wire (1988)
- Chicken Scratch (1989)
- Mystic Warrior (1989)
- Mystic Warrior Dub (avec Mad Professor) (1989)
- From The Secret Laboratory (avec Dub Syndicate) (1990)
- Satan's Dub (avec Bullwackie) (1990)
- Lord God Muzik (1991)
- Sounds From The Hotline (1991)
- Antoie R, the not reliable guy (1991)
- The Upsetter and The Beat (1992)
- Excaliburman (1992)
- Spiritual Healing (1994)
- Black Ark Experryments (avec Mad Professor) (1995)
- Experryments at the Grass Roots of Dub (avec Mad Professor) (1995)
- Super Ape Inna Jungle (avec Mad Professor) (1995)
- Who Put The Voodoo Pon Reggae (avec Mad Professor) (1996)
- Dub Take The Voodoo Out Of Reggae (avec Mad Professor) (1996)
- The Original Super Ape (15 titres, 1997, Charm)
- Dub Fire (avec Mad Professor) (12 titres, 1998, Ariwa)
- Son of Thunder (30 titres, 2000, Recall)
- Techno Party (2000)
- Jamaican ET (15 titres, 2002, Trojan)
- Earthman Skanking (15 titres, 2003, NMC Music)
- Encore (2003)
- Alien Starman (15 titres, 2003, Secret)
- Panic in Babylon (13 titres, 2004, Damp Music)
- Stick Together (19 titres, 2005, Pegasus)
- Alive, more than ever (14 titres, 2006, Damp Music)
- The end of an american dream (2007)
- Repentance (2008) (produit par Andrew W.K.)
- Revelation (2010)
- Rise Again (2011)
- Humanicity (avec ERM - Easy Riddim Maker) (2012)

- Super Ape Returns To Conquer (avec Subatomic Sound System) (2017)
- The Black Album (2018)
- Alien Dub Massive (fevrier 2019)
- Big Ben Rock - Woodie Taylor Remix (3 titres, Avril - 2019)
- Rainford (mai 2019)
- Heavy Rain (Décembre 2019)
- King Perry (Album posthume) février 2024[13]

### Compilations
- Chicken Scratch (produit par Coxsone) (1963-1966)
- Reggae Greats: Lee "Scratch" Perry (1984)
- Open The Gate (1989)
- Upsetter Collection (1994)
- Upsetters A Go Go (1995)
- Larks From The Ark (1995)
- Introducing Lee Perry (1996)
- Words Of My Mouth Vol.1 (The Producer Series) (1996)
- Voodooism (Pressure Sounds) (1996)
- Arkology (1997)
- The Upsetter Shop Vol.1: Upsetter In Dub (1997)
- Dry Acid (1998)
- Lee Perry Arkive (1998)
- Produced and Directed By The Upsetter (Pressure Sounds) (1998)
- Lost Treasures of The Ark (1999)
- Upsetter Shop Vol.2 1969-1973 (1999)
- Words Of My Mouth Vol.2 (The Producer Series) (1999)
- Words Of My Mouth Vol.3 (Live As One/The Producer Series) (2000)
- Scratch Walking (2001)
- A Live Injection, Lee Perry & Friends, Anthology 1968 to 1979, Trojan (2001)
- Black Ark In Dub (2002)
- Divine Madness… Definitely (Pressure Sounds) (2002)
- Dub Tryptych  (2000) (réédition en coffret CD de Cloak and Dagger, Blackboard Jungle Dub, Revolution Dub)
- The Upsetter Selection - A Lee Perry Jukebox (2007)
- Apeology (2007)
- Chicken Scratch - Deluxe Edition (2007)
- Collectorama (2008)
- Lee Scratch Perry & Friends Presents The Black Ark (2010)
- Lee Perry Presents Dub Treasures From The Black Ark (2010)
- Sound System Scratch (Lee Perrys Dub Plate Mixes 1973 To 1979) (2010)
- Return of Sound System Scratch (More Lee Perry Dub Plate Mixes & Rarities 1973 to 1979) (2011)
- Nu School of Planet Dub (Lee Sratch Perry vs. Robo Bass Hifi vs. Dubblestandart)(2023)

### Autres contributions
- Dr. Lee, PhD de l'album des Beastie Boys Hello Nasty (1998)

## Vidéos
- Lee Scratch Perry: The Unlimited Destruction, 2002, USA
- Lee Scratch Perry: In Concert - The Ultimate Alien, 2003, USA
- Lee Scratch Perry With Mad Professor, 2004, USA
- Lee Scratch Perry at The Jazz Café, 2008, UK
- Roots Rock Reggae - Inside the Jamaican Music Scene 1977 - chapitre avec la fameuse scène d'enregistrement du titre Play On Mr Music au studio Black Ark